# Henriette Brünsch
 (avril 2021).
Si vous disposez d'ouvrages ou d'articles de référence ou si vous connaissez des sites web de qualité traitant du thème abordé ici, merci de compléter l'article en donnant les références utiles à sa vérifiabilité et en les liant à la section « Notes et références ».
Henriette « Henny » Brünsch (13 février 1921 en Autriche) est une monteuse autrichienne.

## Biographie
Henriette « Henny » Brünsch fait un apprentissage en montage de films à Wien-Film au début de la Seconde Guerre mondiale puis travaille pendant une courte période comme assistante. À seulement 20 ans, elle doit aux côtés de son professeur Arnfried Heyne achever le montage de la comédie folklorique viennoise Brüderlein fein. Jusqu'à la fin de la guerre en 1945, la monteuse est impliquée dans d'autres productions de haut niveau de Wien-Film.
Henny Brünsch est également responsable du montage du premier film de production autrichienne d'après-guerre, Der weite Weg (de). Le reste de sa filmographie est des grandes productions très encadrées. En 1959, après avoir monté le film Éva ou les Carnets secrets d'une jeune fille, Henriette Brünsch, épouse Tauschinsky, se retire du cinéma.

## Filmographie
- 1941 : Brüderlein fein
- 1942 : Aimé des dieux
- 1943 : Die kluge Marianne
- 1944 : Der gebieterische Ruf
- 1944 : Das Herz muß schweigen
- 1945 : Wie ein Dieb in der Nacht
- 1946 : Der weite Weg (de)
- 1947 : Am Ende der Welt
- 1947 : Le Moulin de la fortune (de)
- 1948 : Maresi (de)
- 1948 : Valse céleste
- 1948 : Gottes Engel sind überall (de)
- 1949 : Lambert fühlt sich bedroht
- 1950 : Der Seelenbräu (de)
- 1950 : Cordula
- 1951 : The Magic Face (en)
- 1951 : La Guerre des valses
- 1952 : No Time for Flowers
- 1952 : Aventures à Vienne (de)
- 1952 : Vienne, premier avril an 2000
- 1953 : Der Verschwender
- 1953 : Der Feldherrnhügel (de)
- 1954 : Das Licht der Liebe
- 1954 : Hochstaplerin der Liebe (de)
- 1954 : Weg in die Vergangenheit
- 1955 : Ein Herz voll Musik
- 1955 : Mozart
- 1955 : Sonnenschein und Wolkenbruch
- 1956 : Liebe, Schnee und Sonnenschein
- 1958 : Éva ou les Carnets secrets d'une jeune fille